# シャロン・モーガン
シャロン・モーガン（Sharon Morgan、1949年8月29日 - ）は、ウェールズの女優。カーマーゼンシャー出身。

## 出演作品
- ダ・ヴィンチと禁断の謎
- Resistance（マギー）
- トーチウッド 人類不滅の日
- 秘密情報部 トーチウッドシーズン2
- アポストル 復讐の掟（女神）